# Adinkra

Kramo-bone amma yanhu kramo-pa – „Nie odróżnisz prawdziwego mahometanina od fałszywego. Fałszywy i prawdziwy wyglądają tak samo z winy hipokryzji”.

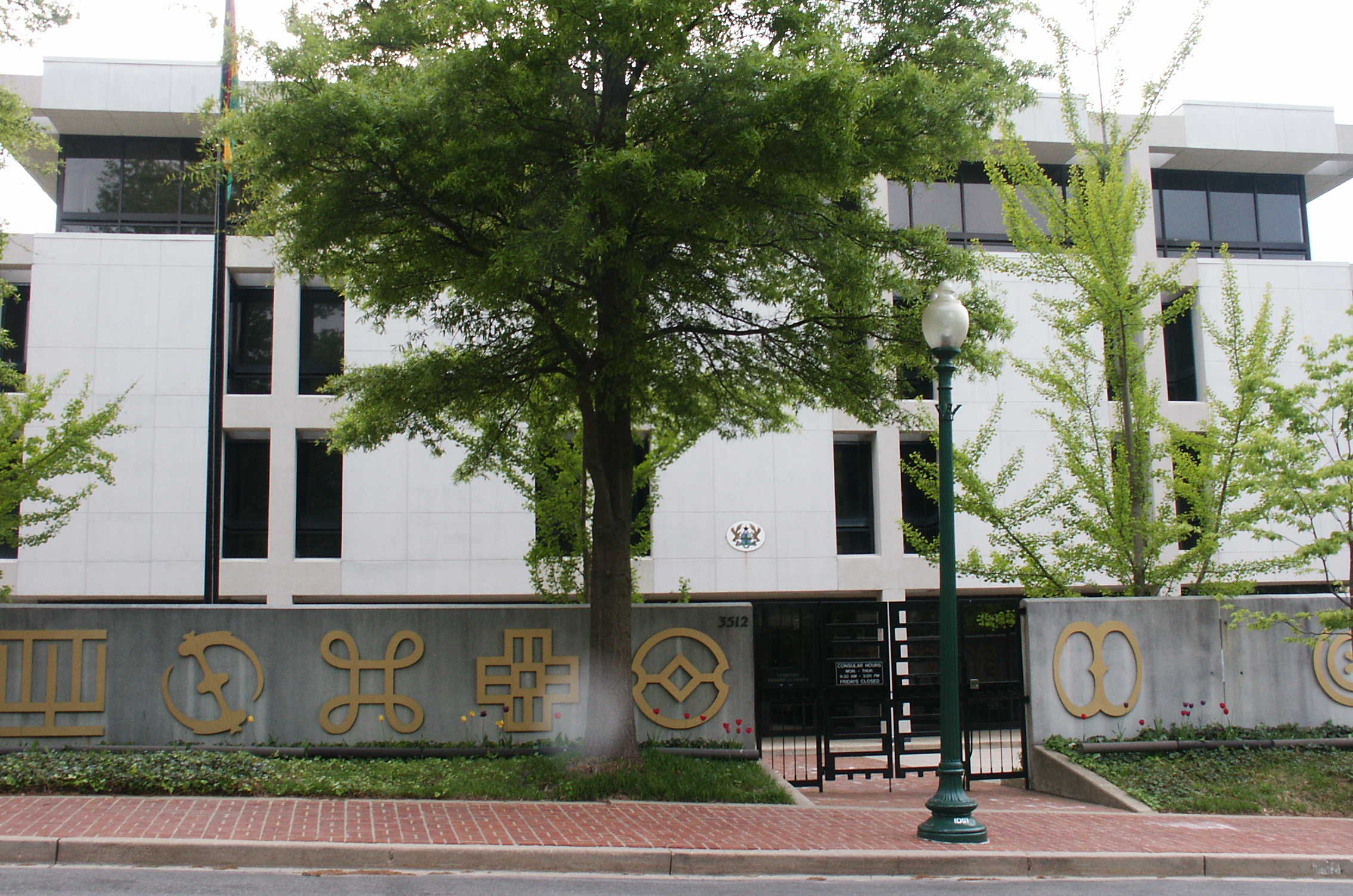
Symbole adinkra na ogrodzeniu ambasady Ghany w Waszyngtonie.

Adinkra – grupa symboli wywodzących się z kultury ludu Akan z Ghany z Afryki Zachodniej. 

## Opis
Adinkra symbolizują popularne, miejscowe przysłowia lub aforyzmy. Przedstawiają stylizowane przedmioty, zwierzęta, rośliny, wytwory natury, budowle, także fryzury i figury geometryczne. Umieszczane są na tkaninach (głównym ośrodkiem tkackim jest wioska położona w pobliżu Kumasi – Ntonso), ścianach, ceramice, logach, a także występują jako malowidła na drzeworytach. Mieszkańcy Ghany używali/znali około czterystu takich symboli; obecnie w powszechnym użytku jest ich od pięćdziesięciu do stu.

## Historia
Rozwój i wzrost znaczenia Adinkra nastąpił w XIX wieku, w okresie rozkwitu tkactwa i rzemiosła w Ghanie oraz na Wybrzeżu Kości Słoniowej. Szczególną popularnością symbole adinkry cieszyły się podczas konfliktu zbrojnego pomiędzy królestwem Gyaaman (Ghana i część Wybrzeża Kości Słoniowej) a Aszanti. Ludzie z Gyaaman – pierwsi twórcy Adinkry, próbowali naśladować sąsiedni symbol narodowy, tak zwanego „złotego stołka”, należącego do Aszanti. Kiedy król Gyaaman został w końcu zabity, jego szaty z symbolami Adinkra zostały zabrane jako wojenne trofeum przez Asante Hene, czyli króla Aszantów – Nanę Osei Bonsu-Panyin.

## Znaczenie
Etymologia: słowo ‘adinkra’ wywodzi się z języka ludów Akan, pochodzi od słowa ‘dinkra’, oznaczającego „pożegnanie”, „pozostanie w rozdzieleniu”, „rozłąkę”. Innym znaczeniem ‘adinkra’ jest nazwa na króla Gyaaman.
Symbole Adinkra były i są nadal tłoczone na tkaninach używanych przede wszystkim podczas ceremonii pogrzebowych, ale również  uroczystości weselnych, obrzędów inicjacyjnych.

## Proces drukowania
Po zdobyciu szat króla Gyaaman, Aszanti pogłębili swoją wiedzę na temat pozyskiwania i używania specjalnego atramentu o nazwie „aduru”. Jest on wykorzystywany w procesie drukowania wzorów na bawełnianych tkaninach. Uzyskuje się go przez gotowanie kory z drzewa badie wraz z żużlem żelaza. Nie jest on jednak chemicznie utrwalany na materiałach, toteż nie powinno się ich za bardzo moczyć. Tkaniny na których widnieją Adinkra to tzw. Adiry.

## Wytwórcy i użytkownicy
Procesem wytwarzania zajmują się jedynie osoby, które posiadły już umiejętność przygotowywania 
i drukowania wzorów, znające znaczenie poszczególnych symboli. Kiedyś odzież pokryta symbolami Adinkra była zarezerwowana wyłącznie dla królów Asante lub innych ważnych przywódców, także duchownych. Z biegiem lat zaczęli ich używać zwykli ludzie, którzy jednak zakładają te tkaniny na specjalne okazje, zwłaszcza pogrzeby.

## Adinkra teraz
W dzisiejszych czasach symbole te odgrywają bardzo ważną rolę w handlu turystycznym, ceramice, architekturze, rzeźbie, sztuce użytkowej i produktach komercyjnych (nawet w kształcie czekoladek!).

## Wybrane symbole
- Adinkrahened - wódz symboli Adinkra - dwa okręgi wpisane w trzeci, co symbolizuje wspaniałość, charyzmę i przywództwo.
- Nyame – najwyższy symbol, przypomina człowiekowi, że z wyjątkiem Boga, niczego i nikogo innego nie musi się bać.
- Sesa Woruban - symbol zawierający w sobie dwa oddzielne symbole zwane "Poranna Gwiazda" oznaczające nowy początek dnia oraz symbol umieszczony w środku koła, oznaczający obracanie się lub samodzielny ruch.
- Sankofa – symbol powrotu, wiąże się ze stwierdzeniem „nigdy nie jest za późno, aby zawrócić i obrać inną drogę, kiedy zrozumie się swój błąd” oraz przysłowiem Aszanti: „popatrz w swoją przeszłość, a rozpoznasz swoją przyszłość”.
- Dufae – stylizowany grzebień – symbol kobiecych cnót: empatii, ostrożności, delikatności i roztropności.
- Fofo – stylizowane nasiona fofoo – ważny składnik odżywczy, symbol – ostrzeżenie przed zazdrością i zawiścią.